# XVI Juegos Centroamericanos y del Caribe
Los XVI Juegos Centroamericanos y del Caribe se celebraron en Ciudad de México entre el 20 de noviembre y el 4 de diciembre de 1990.

## Historia
Para celebrar los juegos se habían presentado como candidatas Cartagena de Indias y la Ciudad de Guatemala, aunque ninguna de las dos pudo satisfacer las demandas presentadas por la Organización Deportiva Centroamericana y del Caribe (ODECABE). Después de que ambas ciudades tuvieran que retirar su candidatura, Ciudad de México aceptó el ofrecimiento de albergar los juegos.
En esta edición debutaron Aruba y San Vicente y las Granadinas. El número de disciplinas deportivas también se incrementó al incluirse el bádminton, el raquetbol y el taekwondo. Participaron un total de 29 países en 30 deportes, y el número de deportistas ascendió de los 2.963 de la edición anterior a los 4.206, mientras que en la posterior edición celebrada en Puerto Rico descendió a 3.570.

## Medallero
La tabla se encuentra ordenada por la cantidad de medallas de oro, plata y bronce.
Si dos o más países igualan en medallas, aparecen en orden alfabético o se divide en la cantidad de medallas si es de plata o de bronce.
| Núm. | País                      | Oro | Plata | Bronce | Total |
| ---- | ------------------------- | --- | ----- | ------ | ----- |
| 1    | Cuba                      | 180 | 90    | 52     | 322   |
| 2    | México                    | 114 | 101   | 84     | 299   |
| 3    | Puerto Rico               | 21  | 47    | 40     | 108   |
| 4    | Colombia                  | 18  | 29    | 39     | 86    |
| 5    | Venezuela                 | 14  | 42    | 72     | 128   |
| 6    | República Dominicana      | 5   | 11    | 29     | 45    |
| 7    | Jamaica                   | 4   | 4     | 5      | 13    |
| 8    | Guatemala                 | 2   | 5     | 25     | 32    |
| 9    | Costa Rica                | 1   | 7     | 11     | 19    |
| 10   | Panamá                    | 1   | 2     | 10     | 13    |
| 11   | Suriname                  | 1   | 1     | 1      | 3     |
| 12   | Trinidad y Tobago         | 0   | 5     | 8      | 13    |
| 13   | Nicaragua                 | 0   | 4     | 6      | 10    |
| 14   | Granada                   | 0   | 4     | 2      | 6     |
| 15   | Antigua y Barbuda         | 0   | 2     | 1      | 3     |
| 16   | Bermudas                  | 0   | 1     | 5      | 6     |
| 17   | Islas Vírgenes Americanas | 0   | 1     | 3      | 4     |
| 18   | El Salvador               | 0   | 1     | 3      | 4     |
| 19   | Guyana                    | 0   | 1     | 2      | 3     |
| 20   | Barbados                  | 0   | 1     | 0      | 1     |
| 21   | Antillas Neerlandesas     | 0   | 0     | 1      | 1     |
| 22   | Haití                     | 0   | 0     | 1      | 1     |
| 23   | Bahamas                   | 0   | 0     | 1      | 1     |
| 24   | Granada                   | 0   | 0     | 1      | 1     |